# 검은 태양
《검은 태양》은 2021년 9월 17일부터 2021년 10월 23일까지 방송된 MBC 금토 드라마이다.

## 프로그램 소개
1년 전 실종됐던 국가정보원 최고의 현장 요원이 자신을 나락으로 떨어뜨린 내부 배신자를 찾아내기 위해 조직으로 복귀하면서 벌어지는 이야기

## 방송 시간
| 방송 채널 | 방송 기간                          | 방송 시간                                      | 방송 분량                        |
| --------- | ---------------------------------- | ---------------------------------------------- | -------------------------------- |
| MBC TV    | 2021년 9월 17일 ~ 2021년 9월 25일  | 매주 금요일, 토요일 밤 10시 ~ 밤 11시 20분     | 1시간 20분 (60초 중간 광고 포함) |
| MBC TV    | 2021년 10월 1일 ~ 2021년 10월 23일 | 매주 금요일, 토요일 밤 9시 50분 ~ 밤 11시 10분 | 1시간 20분 (60초 중간 광고 포함) |

## 제작진

### 제작
- 유홍구
- Kelly SH
- 송은도

### 제작사
- MBC 드라마본부
- 3Mana Creative
- (주)아떼오드 (뮤지컬 '또 오해영', '개와 고양이의 시간' 제작)

### 연출
- 김성용 : MBC 월화 드라마 《화정》(공동 연출), MBC 주말 특별 기획 드라마 《옥중화》(공동 연출), MBC 수목 드라마 《손 꼭 잡고, 지는 석양을 바라보자》(공동 연출), MBC 주말 드라마 《내 사랑 치유기》(연출) 연출

### 극본
- 박석호

### 음악 감독
- 김장우

## 등장 인물

### 주요 인물
- 남궁민 : 한지혁 역 - 국가정보원 요원

"의심하는 것이 곧 생존이야, 지금부터 다가오는 모든 이들의 말 한마디, 몸짓 하나, 내뱉는 숨결까지 의심해야 해"
면도날 같은 예리한 직관력에 해머처럼 저돌적인 돌파력.
한번 목표가 설정되면 지옥 끝까지 물고 늘어지는 핏불 같은 근성.
게다가 돌발적인 위기의 순간마다 튀어나오는 순발력은 가히 동물적이다.
적에 의해 기관이나 민간에 피해가 발생할 경우 그 상대를 찾아 보복하는 임무를 담당하는 해외정보국 산하의 비인가 TF ‘흑양(黑陽)팀’의 독보적인 현장 요원이다.
그가 투입된 임무에서 실패란 없다.
3년 전, 리비아 트리폴리 현지에서 우리 건설 근로자 3명을 납치해서 몸값을 요구하다가 공개 처형한 무장단체의 수장 아부나달을 수개월 간의 끈질긴 추적 끝에 튀르키예 이스탄불 외곽 한 농장에 머물고 있는 것을 찾아내고 혈혈단신으로 잠입해 함께 있던 무장병력 수 명을 해치우고 아부니달의 이마에 총알을 박고 나왔던 사건은 아직도 해외정보국 내에서 전설 같은 일화로 회자되고 있다.
이처럼 외부의 위협으로부터 국가와 조직을 보호하느라 언제나 최일선에서 스스로를 위험에 노출하는 그에게 국정원 직원이라면 누구나 보이지 않는 존경을 가지고 있다.
하지만, 점차 임무 자체에 과도하게 몰두하게 되면서 현장에서 지나치게 독단적인 결정들을 강행하게 되고 그로 인해 주변의 동료들이 죽거나 다치는 사고들이 빈번해지자 어느새 '사신(死神)’이라는 악명이 딱지처럼 붙게 되었다.
그에게는 오로지 임무의 성공 여부가 모든 것을 평가하는 척도이다. 적을 향해 방아쇠를 당기기 전, 그 찰나의 순간에도 자신이 맡은 임무가 어디서, 어떻게 나온 것인지 결코 돌이키는 법이 없었다. 백과 흑. 선과 악. 적과 아군. 그에게는 세상 모든 것이 이분법처럼 뚜렷했다.
적어도 1년 전 그 사건이 있기 전까지는...
- 박하선 : 서수연 역(✝️) - 국가정보원 요원 (1회 ~ 7회)

"이 모든 게 너 하나 때문이야!! 무슨 일이 있어도 기억해내. 그렇지 않으면 평생 널 저주할 테니깐!!!"
지혁과는 입사 동기이자 같은 팀 동료였다.
중앙 일간지의 국제부 기자 출신으로 해외정보국에서 현장직들을 지원하는 업무를 맡아 왔다. 같이 일 했던 지혁도 인정할 정도로 업무 수행 능력이 뛰어났다.
사람에 대한 애정이 깊은 편으로, 항상 팀과 팀원들을 각별하게 여겨왔다. 하지만 국정원 입사 이후 업무 수행 과정에서 자신이 전담하던 현장 요원들이 다치거나 죽는 등 참혹하게 희생되는 모습을 목도하게 되면서 점차 심리적인 문제들을 겪기 시작했다. 그러면서 무리한 프로젝트 추진으로 요원들의 희생을 강요해 온 해외파트 도진숙 차장 체제에 대한 반감을 품게 된다.
1년 전 중국 선양에서 사건의 책임이 항상 독단적인 행동으로 동료들을 위험에 몰아넣었던 지혁에게 있다고 굳게 믿고 있다. 죽은 경석의 연인 지혁에 의해 총 맞아 사망
- 김지은 : 유제이 역 - 국가정보원 요원

"제가 원하는건 힘... 진실을 지켜낼 수 있는 힘이에요."
사람에 대해서 밝고 따뜻한 시선을 가지고 있다. 남녀노소 가릴 것 없이 타인에게 동화하고, 공감하는 능력이 뛰어나며 감정 변화를 누구보다 섬세하게 캐치해 내는 능력을 가지고 있다.
카이스트에서 물리학과 컴퓨터공학을 전공했으며 중학교부터 대학까지 조기 졸업을 밥 먹듯이 한 재원이다. 주로 정보 관련 부서에서 분석원으로 근무해왔으며 근무고과가 최상위권일 정도로 평가가 좋고 동료들 간의 관계도 원만해서 나름 조직 내에서 승승장구할 수 있는 조건을 갖추고 있다.
어린 시절부터 수학에서 바이올린까지 다방면에서 특출난 재능을 가지고 있었으나 사람들은 자신과 다른 특별함을 본능적으로 경계한다는 사실을 깨닫고부터는 자신의 비범함을 드러내지 않고 적당히 평범하고 어리숙한 모습으로 자신을 포장하며 지내고 있다.
누군가 국정원에 입사한 동기를 물을 때면“그냥 멋있어서요”라는 말로 웃어 넘기지만 사실 가슴 아픈 과거를 숨기고 있다.

### 해외파트
- 장영남 : 도진숙 역 - 국가정보원 해외파트 2차장

"대의를 위해선 언제나 희생이 따르는 법이야!! 내가 그런 것까지... 꼭 알아야만 하나?
국정원 최초의 여성 차장. 철의 여성으로 불린다.
행정고시 출신으로 NSC와 같은 외교·안보부문 기관에서 근무하다 안기부 시절 특채로 입사해 지금까지 약 20여년 넘게 해외파트를 역임해 왔다. 국정원 최초 여성으로 1급 차장 자리까지 오른 입지전적 인물이다.
보이지 않는 외부의 위협으로부터 국가와 국민을 보호하기 위해서는 적극적이고 과감한 선제적인 행동이 필요하다고 생각하고 그동안 적극적이고 과감한 해외 공작들을 펼쳐왔다.
그녀가 이끄는 해외파트는 국정원 본연의 역할에 충실해왔음에도 항상 권력과 정치권에 연줄을 대고 승승장구해온 국내파트에 밀려 빛을 보지 못하고 것에 대한 불만을 가지고 있다. 앞으로 국정원이 치열한 국제 정보전에서 살아남기 위해서는 국내파트를 축소하는 반면, 해외파트를 강화해야한다는 이스라엘 정보기관 모사드를 모델로 한 ‘작고 강한 정보기관’에 대한 비전을 가지고 있다.
- 김종태 : 강필호 역 - 국가정보원 해외정보국 국장

"어떤 기억은... 그냥 잊는 게 더 나을 수도 있어. 우리 모두에게 말이야"
해외 공작과 관련해서는 조직 내에서 독보적인 인물이다. 과거엔 매사가 딱 떨어지는 성격에 불같은 성미로 유명했으나 연륜이 차면서 유연하고 온화한 성품으로 바뀌었다.
얼마 전의 이혼으로 인해 사생활 측면에서 다소 빈틈이 생기긴 했으나 언제라도 상황이 발생하면, 즉각 예전의 날카로운 면모를 드러내기도 한다.
과거 해군 첩보부대 UDU의 위탁 교육에 참여했던 시절 눈여겨봤던 지혁을 국정원으로 픽업해서 일급 요원으로 육성시켰다. 지혁이 조직 내에서 유일하게 마음을 여는 대상이자, 어떻게 보면 아버지와도 같은 존재다. 조직 내에서 인품이나 실력 측면에서 인정받고 있으며, 부하 직원들의 신망 또한 높다. 명실상부 해외파트의 넘버 2이며, 차기 차장에 가장 유력한 인물이다.

### 범죄정보 통합센터
- 김도현 : 하동균 역 - 국가정보원 범죄정보통합센터 1팀장

"거기서 어떻게 살아 돌아 온 건진 모르겠지만, 명심해둬!! 이제, 여길 이끌고 있는 건... 나라는 걸!!!"
과거 흑양(黑陽)팀의 팀장이자, 지혁의 직속 상사였다. 얇은 금속 안경 너머로 보이는 스마트해 보이는 외모 뒤로 필요하다면 언제 어디서든 무릎을 꿇을 수 있는 비열함을 감추고 있다. 어려운 환경에서 자수성가한 케이스로, 출세와 승진에 대한 집착이 누구보다 강하다. 하지만 학연, 지연 어느 것 하나 조직 내에서 라인을 탈만한 스펙이 되지 않아 특유의 비주류 콤플렉스를 가지고 있다. 해외파트에서 팀장인 자신보다 항상 주목 받아왔던 지혁에 대한 자격지심을 가지고 있으며, 그로 인해 잦은 마찰을 빚어왔다.
1년 전 지혁의 실종 이후, 해외파트에서 주도했던 대형 프로젝트들이 줄줄이 취소되는 가운데, 마약, 해킹, 보이스피싱 같은 범죄들을 전담하는 팀을 맡아 실적을 내고 있다. 그로 인해 해외파트 내에서 지혁을 대신할 새로운 에이스로 부상하게 된다.
- 박진우 : 차민철 역 - 국가정보원 현장지원팀 요원

매사 슬렁슬렁 요령만 피우는 것처럼 보이나 사실 가슴 속 깊은 곳엔 나름의 소신과 열정을 품고 있다. 유명 사립 법대 출신으로, 조직 내에서 제대로 라인을 탈 수 있는 스펙을 가지고 있으나, 워낙 패거리 문화를 싫어하는 성격에다 굽히는 걸 싫어하는 성격 때문에 별 고민 없이 혼자만의 길을 택했다. 현장지원팀으로 오기 전, 심리정보단에서 댓글 조작과 관련해 부당한 명령을 내린 상관의 얼굴에 주먹을 날리고 징계위원회까지 회부된 경력이 있다.
- 권소현 : 구효은 역 - 국가정보원 현장지원팀 요원

정보 요원이기보다 차라리 억척스런 주부에 차라리 가깝다. 다른 요원들이 각자만의 사연으로 인해 현장지원팀으로 들어 온 것이라면 그녀는 낮은 업무강도 때문에 스스로 자원해서 온 케이스다. 돈벌이가 나쁘지 않는 변리사 남편을 둔 것 때문인지 승진이나 고과 따위는 별로 관심에 두지 않고 있으며 분초를 다투는 수사를 하다가도 아이들이 어린이집이 마치는 시간만 되면 어김없이 칼퇴근을 감행한다.

### 국내파트
- 이경영 : 이인환 역 - 국가정보원 국내파트 1차장

"시대가 판단해 줄거야, 내가 지금까지 했던 모든 일들은 모두 국가와 조직을 위한 것이었다고."
현 국정원의 관성과 폐습을 상징하는 인물.
안기부 시절 7급 공채로 입사했으며, 현 차장 중에서 유일하게 공채 출신이다. 조직 내 신망이 두텁고, 항상 사람 좋은 얼굴을 하고 있으나 자신의 앞을 막아서는 것들은 가차 없이 처단해버리는 이중적이고 권모술수에 능한 인물이다.
조직 내부 결속을 다진다는 명분으로, 학연·지연으로 줄을 세우는 악습을 만든 장본인이며 조직을 보호한다는 명분으로 매번 정권이 바뀔 때 마다 각종 정치, 선거 개입과 여론조작과 같은 불법을 저지르며 지금의 자리까지 올랐다. 원장을 배후에서 컨트롤하고 있으며 사실상 조직의 실권을 꿰차고 있다.
- 김민상 : 정용태 역 - 국가정보원 안보수사국 국장

고집 불통의 완고한 성품을 가지고 있다. 과거 강력한 권력을 가지고 있었던 안기부 시절을 그리워하고 있으며 수십 년 된 안기부 시절의 기념 손목시계를 자랑처럼 고수하고 있는 인물이다. 오래전 공안수사국 시절부터 이인환 차장과 오랜 기간 동고동락했으며 지금까지 그를 상관 이상의 존재로 깍듯이 모시고 있다. 명실상부한 이인환 차장의 오른팔이다.

### 국정원 사람들
- 김병기 : 방영찬 역 - 국가정보원 원장

일반 행정직 출신으로 공무원 특유의 관습이 몸에 배어있는 인물이다. 정보기관의 수장을 맡기엔 자신의 역량이 부족하다는 점을 스스로 인정하고 있으며 실질적인 조직 운영은 국내파트 이인환 차장에게 전적으로 의지하고 있다. 하지만 뼛속까지 정치적인 인물로 좀처럼 속내를 알 수 없으며 결정적인 상황에서 전혀 예상치 못한 면모를 보이기도 한다.
- 현봉식 : 천명기 역 - 국가정보원 서버 관리실 요원

허연 얼굴에 뿔테 안경. 비만형 체형에 사탕이며 군것질 거리를 입에 달고 산다. 컴퓨터에 천재적인 재능을 가지고 있어, 고교 시절에 혼자 미국으로 건너가, 해킹 올림픽에 참가해 구글, 애플 등의 보안망을 모두 뚫어내 우승을 차지했다. 그 경력을 인정받아 국정원에 특채로 입사하게 되었다. 십수 년 간, 서버관리실에서 근무하면서 내부에 자신만 아는 백도어를 만들어 놓고, 그것을 통해 서버 내의 정보를 자유롭게 열람하고 있다.
- 정지윤 : 김여진 역 - 국가정보원 심리 상담사

국정원 내에서 운영되고 있는 심리상담실 소속으로 복귀한 지혁의 심리치료를 전담하고 있다. 지적인 외모의 소유자로 알 수 없는 미스터리한 분위기를 풍기고는 한다. 누구보다도 지혁의 내면세계에 대해 잘 알고 있는 인물 중 한 명이다.
- 황희 : 오경석 역 - 국가정보원 요원

과묵하고 책임감이 강한 타입이다. 흑양(黑陽)팀에 자원해서 합류할 만큼 이전부터 지혁을 남자로써 동경해왔다. 팀에서 손발을 맞춘 지는 얼마 되지 않았지만 묵묵하게 자기 역할을 해냈다. 1년 전, 중국 단둥에서 지혁과 작전 수행 중에 실종된 이후 선양 시내의 빈 건물에서 처참하게 살해된 채 발견되었다.
- 조복래 : 김동욱 역 - 국가정보원 요원

밝고 쾌활한 성격을 가지고 있다. 흑양(黑陽)팀에서 지혁과는 수년째 같이 임무를 수행해왔다. 다들 어려워하는 지혁에게 스스럼없이 형이라 부를 정도로 넉살이 좋으며 위아래 가리지 않고 대인 관계가 넓은 편이다. 1년 전 선양에서 경석과 함께 처참하게 살해된 채로 발견되었다.

### 그 외 사람들
- 이재균 : 이춘길 역 - 화양파 내부자, 국정원 스파이

- 유오성 : 백모사 / 유준만 역 - 화양파 배후인물, 전 국정원 요원, 유제이의 아버지

‘암막 뒤의 설계자’ 어둠의 권력을 틀어쥔 인물이다.
어떤 일을 계기로 중-북 접경지대 지하 세계로 흘러들어가 자신만의 세력을 구축하게 된다.
- 옥자연 : 린웨이 역 - 중국 국가안전부 요원

중국 국가안전부 소속의 요원으로 현재는 주중한국대사관 직원 신분으로 파견 나와 있다. 수 년 전 목숨을 잃을 수 있는 위기에 상황에서 현지에서 블랙요원으로 활동하던 지혁에 의해 도움을 받게 되고 그 이후로 지혁과 정보를 공유하는 등 협력 관계를 유지하게 된다.
- 정문성 : 장천우 역 - 전 국가정보원 블랙요원, 상무회 일원

- 미상 : 해경 역

- 김은우 : 표재규 역

- 신문성 : 장광철 역

- 성노진 : 황모술 역 - 화양파 보스

- 미상 : 장기 밀매업자 역

- 안지호 : 최상균 역 - 최일락 과장 아들

- 서상우 : 최일락 과장 역

- 김지성 : 정기선 역

- 미상 : 국정원 요원 역

- 미상 : 천평일 역

- 미상 : 낯선 사내 역

- 윤옥란 : 윤종혁 역

- 미상 : 리동철 역

- 미상 : 리동철의 아들 역

- 미상 : 플래닛에 재직 중인 지인 역

- 미상 : 정보원 역

### 특별출연
- 오륭 : 한지혁의 아버지 역
- 박지연 : 정은희 역 - 기선의 사촌동생, 탈북자 출신

## 시청률
최저 시청률과 최고 시청률은 시청률 조사회사와 지역별로 시청률에 차이가 있을 수 있습니다.
| 2021년 | 2021년    | 2021년      | 2021년     | 2021년       | 2021년 |
| 회차   | 방송일    | TNmS 시청률 | AGB 시청률 | AGB 시청률   |        |
| 회차   | 방송일    | 한국(전국)  | 한국(전국) | 서울(수도권) |        |
| ------ | --------- | ----------- | ---------- | ------------ | ------ |
| 1회    | 9월 17일  | 5.4%        | 7.2%       | 8.2%         |        |
| 2회    | 9월 18일  | 7.9%        | 8.0%       | 8.5%         |        |
| 3회    | 9월 24일  | 8.4%        | 9.8%       | 10.1%        |        |
| 4회    | 9월 25일  | 7.5%        | 8.3%       | 8.6%         |        |
| 5회    | 10월 1일  | 8.6%        | 9.4%       | 9.8%         |        |
| 6회    | 10월 2일  | 8.3%        | 8.6%       | 9.2%         |        |
| 7회    | 10월 8일  | 7.1%        | 8.4%       | 8.7%         |        |
| 8회    | 10월 9일  | 7.6%        | 7.8%       | 8.6%         |        |
| 9회    | 10월 15일 | 6.3%        | 8.3%       | 8.4%         |        |
| 10회   | 10월 16일 | 6.7%        | 7.6%       | 7.7%         |        |
| 11회   | 10월 22일 | 6.7%        | 7.4%       | 7.5%         |        |
| 12회   | 10월 23일 | 7.6%        | 8.8%       | 9.2%         |        |

## 수상 목록
- 2021년 2021 MBC 연기 대상 대상 - 남궁민
- 2021년 2021 MBC 연기 대상 미니 시리즈 부문 여자 우수 연기상 - 장영남
- 2021년 2021 MBC 연기 대상 여자 신인상 - 김지은
- 2021년 2021 MBC 연기 대상 남자 조연상 - 김도현

## 참고 사항
- 남궁민, 김지은은 KBS 2TV 수목 드라마 《닥터 프리즈너》에 이어 2년 만에 재회하여 캐스팅 되었다.
- 장영남, 이준혁은 영화 《하모니》 이후 11년 만에 재회하여 캐스팅 되었다.

## 같이 보기
- 대한민국의 텔레비전 드라마 목록 (ㄱ)
- 2021년 대한민국의 텔레비전 드라마 목록